# Emiliya Turey
Emiliya Khalsberiyevna Turey (Astrakhan, 6 de outubro de 1984) é uma handebolista profissional russa e medalhista olímpica. Possui ascendência serra-leonina.
Emiliya Turey fez parte do elenco medalha de prata, de Pequim 2008.